# Korea Open 2019 (теніс)
Korea Open 2019 (також відомий під спонсорською назвою KEB Hana Bank Korea Open 2019) - жіночий професійний тенісний турнір, що проходив на кортах з твердим покриттям у Сеулі (Південна Корея). Відбувсь ушістнадцяте. Проходив у рамках Туру WTA 2019. Тривав з 16 до 22 вересня 2019 року.

## Очки і призові

### Нарахування очок
| Дисципліна       | П   | Ф   | ПФ  | ЧФ | 1/8 | 1/16 | Q   | Q2  | Q1  |
| Одиночний розряд | 280 | 180 | 110 | 60 | 30  | 1    | 18  | 12  | 1   |
| Парний розряд    | 280 | 180 | 110 | 60 | 1   | Н/Д  | Н/Д | Н/Д | Н/Д |

### Призові гроші
| Дисципліна       | П       | Ф       | ПФ      | ЧФ     | 1/8    | 1/16   | Q2     | Q1   |
| Одиночний розряд | $43,000 | $21,400 | $11,500 | $6,175 | $3,400 | $2,100 | $1,020 | $600 |
| Парний розряд *  | $12,300 | $6,400  | $3,435  | $1,820 | $960   | Н/Д    | Н/Д    | Н/Д  |

* на пару

## Учасниці основної сітки в одиночному розряді

### Сіяні
| Країна    | Гравчиня              | Рейтинг1 | Сіяна |
| --------- | --------------------- | -------- | ----- |
| Греція    | Марія Саккарі         | 28       | 1     |
| Росія     | Катерина Александрова | 39       | 2     |
| Чехія     | Кароліна Мухова       | 43       | 3     |
| Польща    | Магда Лінетт          | 45       | 4     |
| Австралія | Айла Томлянович       | 46       | 5     |
| Словенія  | Полона Герцог         | 53       | 6     |
| Росія     | Маргарита Гаспарян    | 54       | 7     |
| КНР       | Ван Яфань             | 55       | 8     |

- 1 Рейтинг подано станом на 9 вересня 2019

### Інші учасниці
Нижче наведено учасниць, які отримали вайлдкард на участь в основній сітці:
- Крісті Ан
- Choi Ji-hee
- Han Na-lae

Гравчиня, що потрапила в основну сітку завдяки захищеному рейтингові:
- Деніса Аллертова

Учасниці, що потрапили до основної сітки як особливий виняток:
- Міхаела Бузернеску

Нижче наведено гравчинь, які пробились в основну сітку через стадію кваліфікації:
- Тімеа Бабош
- Ана Богдан
- Прісцілла Хон
- Даніелль Лао
- Грет Міннен
- Патрісія Марія Тіг

Гравчиня, що потрапила в основну сітку як щасливий лузер:
- Данка Ковінич

### Знялись з турніру
- Дарія Гаврилова → її замінила  Кірстен Фліпкенс
- Івана Йорович → її замінила  Стефані Фегеле
- Вікторія Кужмова → її замінила  Деніса Аллертова
- Марія Саккарі → її замінила  Данка Ковінич

## Учасниці основної сітки в парному розряді

### Сіяні
| Країна  | Гравчиня           | Країна     | Гравчиня           | Рейтинг1 | Сіяна |
| ------- | ------------------ | ---------- | ------------------ | -------- | ----- |
| Бельгія | Кірстен Фліпкенс   | Латвія     | Олена Остапенко    | 51       | 1     |
| Швеція  | Корнелія Лістер    | Чехія      | Рената Ворачова    | 131      | 2     |
| Румунія | Ірина-Камелія Бегу | Росія      | Маргарита Гаспарян | 149      | 3     |
| Грузія  | Оксана Калашникова | Чорногорія | Данка Ковінич      | 180      | 4     |

- 1 Рейтинг подано станом на 9 вересня 2019

### Інші учасниці
Нижче наведено пари, які отримали вайлдкард на участь в основній сітці:
- Чан Су Джон /  Kim Na-ri
- Kim Da-bin /  Park So-hyun

### Знялись з турніру
До початку турніру
- Анастасія Потапова (травма правого гомілковостопного суглоба)

Під час турніру
- Кароліна Плішкова (травма правого стегна)

## Переможниці

### Одиночний розряд
- Кароліна Мухова —  Магда Лінетт, 6–1, 6–1

### Парний розряд
- Лара Арруабаррена /  Татьяна Марія —  Гейлі Картер /  Луїза Стефані, 7–6(9–7), 3–6, [10–7]